# فرانك كيمل
فرانك كيمل (بالإنجليزية: Frank Kimmel)‏ هو سائق سباق أمريكي، ولد في 30 أبريل 1962 في كلاركسفيل في الولايات المتحدة.

## وصلات خارجية
- الموقع الرسمي
- فرانك كيمل على موقع Racing-Reference.info (الإنجليزية)